# Demonax nothus
Demonax nothus là một loài bọ cánh cứng trong họ Cerambycidae.